# George Edward Moore
George Edward Moore, (London, 4. studenog 1873. – Cambridge, Cambridgeshire, 24. listopada 1958. ), bio je britanski filozof. 
Moore je bio jedan od najutjecajnijih moralnih filozofa 20. stoljeća. Studirao je zajedno s Russellom na sveučilištu u Cambridge tijekom 1890-ih. Objavljuje djelo "Refutation of Idealism" 1902. u kojem se razilazi s hegelskim idealizmom koji je do tada preovladavao u Engleskoj. Iste godine objavljuje i "Principia Ethica". a 1912. "Ethics". Ukratko, njegova etika se može opisati kao neka vrsta utilitarizma (ili možda bolje rečeno konsekvencijalizma).
Moore objavljuje 1925. djelo "A Defense of Common Sense" u kojem prekida radikalnu sumnju koja se može naći kod Descartesa i Humea. Moore priznaje da nikada ne možemo do kraja biti sigurni da je nešto cjelokupna istina, ali da možemo biti sigurni u pojedinačne činjenice kao istinite.
Bio je vrlo iskusan konceptualni analitičar, a utjecao je na mnoge poznate filozofe i matematičare: Russella, Keynesa, Charlie Dunbara Broada, Johna Lairda, Franka P. Ramseya, R. B. Braithwaitea i Susan Stebbing.

## Životopis
Moore je rođen 1873. i odrasta u južnom Londonu. Započinje studij klasičnih jezika na Trinity Collegu 1892. Tamo susreće Russella i Johna Ellisa McTaggarta, koji su utjecali da počne studirati i filozofiju. Završava studij filozofije 1896. s najvišom ocjenom. Godine 1898. dobiva akademsku nagradu što mu omogućava nastavak studija još šest godina.
Godine 1904. seli iz Cambridgea, ali se ponovo vraća 1911. kao učitelj. Izuzev kratkog boravka u SAD-u tijekom Drugog svjetskog rata u Cambridgu provodi cijeli svoj život. Postao je profesor 1925., a u mirovinu odlazi 1939.